# Bónuszsáv
A bónuszsáv (az angol bonus track fordítása), szűkebb értelemben bónuszdal, a hanglemezkiadásban a stúdióalbumokkal kapcsolatban használatos szakkifejezés, amely általában a nemzetközi kiadástól eltérő speciális változatokon megjelenő plusz zeneszámokat jelöli. Gyakran az amerikai vagy európai albumok más országokban kiadott változatain szerepelnek bonus trackek, különösen Japánban van ennek nagy hagyománya. A rejtett sávval ellentétben a bonus track megjelenik a kiadvány tracklistáján. A zenei albumok több bonus tracket is tartalmazhatnak. Ezek legtöbbször az album végére kerülnek, de nem minden esetben van így.
Bonus tracket tartalmazhat a nemzetközi (alap-) kiadvány is. Ilyenkor jelentheti azt, hogy az eredeti album tervei között nem szerepelt (esetleg utólag tették rá), vagy az album egy későbbi kiadásán jelenik meg, illetve szintén lehet egy eredetileg más előadótól származó dal feldolgozása. Szolgálhat promóciós célokat is, például lehet egy dal ugyanazon előadó következő albumáról, az új album afféle előzetese. Az is előfordulhat, hogy egy korábban csak hanglemezen (és/vagy kazettán) megjelent albumot kiadnak CD-n, és bónusz trackként korábban kizárólag kislemezen megjelent vagy egyáltalán ki nem adott dal(oka)t tesznek közzé. Ezen kívül az adott album egy vagy több nagyobb (vagy esetleg a korábbi album egy ismert) slágerének remixe kerülhet az albumra a bónuszsávban, esetleg bonus trackként kiadhatnak megamixeket is (az előadó ismertebb slágereiből lemezlovas által készített egyvelegek).
Tágabb értelemben a bonus track jelölhet bármilyen multimédiás tartalmat, amely pluszként jelenik meg egy zenei vagy videokiadványon. Multimédiás CD-ken a hangsáv mellett lehet bonus video track is, akárcsak egyéb, személyi számítógéppel kompatibilis multimédiás anyag, program. Például az album egyik slágerének (kizárólag számítógéppel lejátszható) videóklipje vagy esetleg az album készítésének kulisszatitkai.